# 潮路
潮路（しおじ）は、大阪府大阪市西成区にある町名。現行行政地名は潮路一丁目および潮路二丁目。

## 地理
西成区の中央部に位置し、東に岸里、西に千本北、南に千本中、北に橘と接している。

## 世帯数と人口
2019年（令和元年）9月30日現在の世帯数と人口は以下の通りである。
| 丁目       | 世帯数    | 人口    |
| ---------- | --------- | ------- |
| 潮路一丁目 | 841世帯   | 1,333人 |
| 潮路二丁目 | 674世帯   | 1,067人 |
| 計         | 1,515世帯 | 2,400人 |

### 人口の変遷
国勢調査による人口の推移。
| 1995年（平成7年）  | 3,234人 | [ 5 ] |  |
| 2000年（平成12年） | 2,838人 | [ 6 ] |  |
| 2005年（平成17年） | 3,017人 | [ 7 ] |  |
| 2010年（平成22年） | 2,639人 | [ 8 ] |  |
| 2015年（平成27年） | 2,541人 | [ 9 ] |  |

### 世帯数の変遷
国勢調査による世帯数の推移。
| 1995年（平成7年）  | 1,495世帯 | [ 5 ] |  |
| 2000年（平成12年） | 1,441世帯 | [ 6 ] |  |
| 2005年（平成17年） | 1,602世帯 | [ 7 ] |  |
| 2010年（平成22年） | 1,417世帯 | [ 8 ] |  |
| 2015年（平成27年） | 1,407世帯 | [ 9 ] |  |

## 学区
市立小・中学校に通う場合、学区は以下の通りとなる。なお、小学校・中学校入学時に学校選択制度を導入しており、通学区域以外に西成区にある以下の通学区域に隣接する校区にある小学校、西成区内にある中学校から選択することも可能。
| 丁目       | 番                                                   | 小学校             | 中学校                 |
| ---------- | ---------------------------------------------------- | ------------------ | ---------------------- |
| 潮路一丁目 | 1〜2番                                               | 大阪市立橘小学校   | 大阪市立天下茶屋中学校 |
| 潮路一丁目 | 3～10番                                              | 大阪市立岸里小学校 | 大阪市立成南中学校     |
| 潮路二丁目 | 2〜3番 4番6号（一部） 4番17～ 21号 5～18番           | 大阪市立岸里小学校 | 大阪市立成南中学校     |
| 潮路二丁目 | 1番 4番1～5号 4番6号（一部） 4番14〜15号 4番27～40号 | 大阪市立橘小学校   | 大阪市立天下茶屋中学校 |

## 事業所
2016年（平成28年）現在の経済センサス調査による事業所数と従業員数は以下の通りである。
| 丁目       | 事業所数  | 従業員数 |
| ---------- | --------- | -------- |
| 潮路一丁目 | 87事業所  | 493人    |
| 潮路二丁目 | 32事業所  | 112人    |
| 計         | 119事業所 | 605人    |

## 交通
- 国道26号
- 大阪府道41号大阪伊丹線

## 施設
- 三井住友銀行 天下茶屋支店
- 大阪信用金庫 岸ノ里支店
- 近畿産業信用組合 西成支店
- スーパー玉出 岸里店

## その他

### 日本郵便
- 〒557-0052[3]（集配局：西成郵便局[13]）